# Mós (Bragança)
Mós is een plaats (freguesia) in de Portugese gemeente Bragança en telt 194 inwoners (2001).

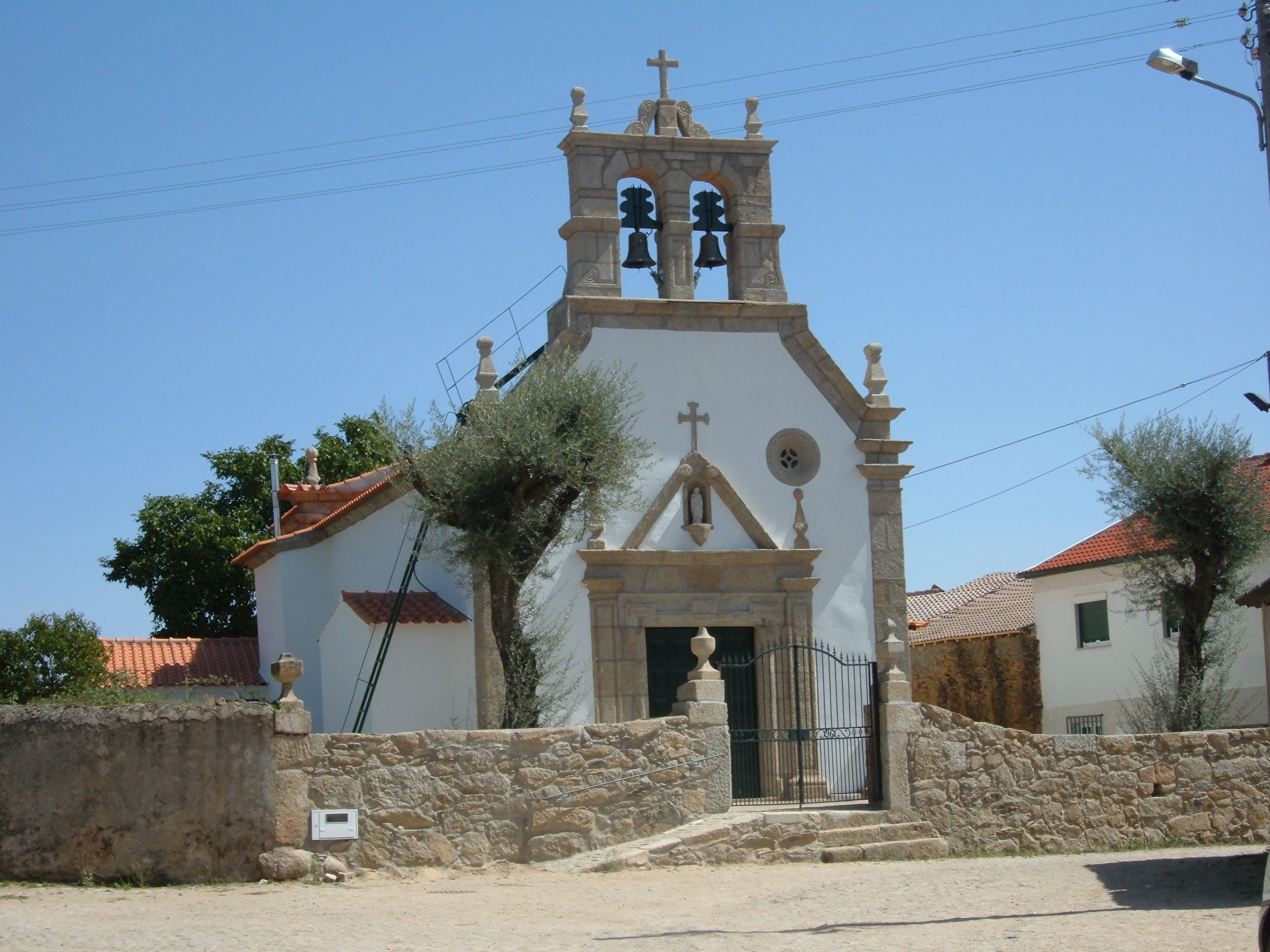
Sint-Pieterskerk in Mós